# جسر إبي تمام الطائي (الموصل)
جسر ابي تمام المعروف بالجسر الثالث حيث أنه ثالث جسر بني في مدينة الموصل من أصل خمسة جسور متقاربة.

## موقعه
هو جسر يقع في محافظة نينوى في العراق فوق نهر دجلة يربط بي الساحل الأيمن و الساحل الأيسر لمدينة الموصل ،يقع في أحد طرفيه المستشفى العام ويقابله فندق الموصل والطرف الآخر الغابات ومعهد المعلمين ومعهد الفنون الجميلة ،يبلغ طوله 942 متر.

## أخراج الجسر عن الخدمة
في تاريخ 23 تشرين الثاني/ نوفمبر 2016 تم إخراج الجسر عن الخدمة بسبب قصف طائرة حربية من قبل التحالف الدولي، وذلك بعد انطلاق معركة استعادة الموصل، في 17 تشرين الأول/أكتوبر 2016.